# 키예프급 항공모함
키예프급 항공모함, 또는 프로젝트 1143 크레체트(백송고리)는 소련 해군 최초의 고정익기 운용 항공모함이다.
키예프급 항공모함은 1970년대에 취역했다. 항공모함 건조 경험이 전무한 소련 해군의 과도기적 항공모함으로, 미국의 슈퍼캐리어와는 다른 설계사상을 가지고 건조되었다. 소련 해군의 교리에 맞추어 대함미사일 등 다량의 무장을 탑재해서 함재기 탑재량은 상당히 적었다. 총 3척이 건조되었으며, 북방함대와 태평양함대에 배치되어 냉전시기 미해군과 대치했다. 이후 소련이 붕괴하자 닥친 경제난으로 인해 항구에서 방치되다가 세척 모두 퇴역한 후 중국과 한국 기업에 매각되었다.

## 인도 해군
4번함 고르시코프함(Admiral Gorshkov)은 함재기와 함께 15억달러에 2004년 인도 해군의 항공모함용으로 매각되어 러시아 백해연안 아르한겔스크주에 있는 세베로드빈스크 항에서 오버홀 후, 2013년 11월 인도의 INS 비크라마디티야 항공모함으로 재취역되어 현재 인도 해군이 운용중이다.

## 키예프급 분류
- 1번- 025함 키예프 항공순양함 (1975–1993) 북해함대 소속 중화인민공화국에 매각되어 톈진(天津)시 해상관광 테마파크 플랫폼으로 활용
- 2번- 011함 민스크 항공순양함 (1978–1993) 태평양 함대 소속1993년 6월 운용중단, 1994년11월 대한민국민간기업인 (주)영유통에게 매각 → 이후 중화인민공화국에 재 매각된후 중국 선전시 해상관광 테마파크 플랫폼으로 조성되어 활용됨
- 3번- 038함 노보로시스크 항공순양함 (1982–1993) 태평양 함대 소속 1993년 1월 대형화재로 운용중단, 1994년 11월 대한민국 (주)영유통기업에게 매각된 후포항앞 바다에서 고철로 분해됨
- 4번- 130함 (소련붕괴 이후 103함으로 변경) 고르시코프 항공순양함 (Admiral Gorshkov 1987–1995), 원래 소련 건조 당시 130 바쿠함 이었으나 소련붕괴 후1990년 10월 4일 러시아는 103 어드미럴 고르시코프함으로 함명을 변경하였음. 1993년 운용중단 후 2004년 인도에 매각되어 새로운 항공모함로 재 취역을 위한 오버홀을 거쳐, 2014년 인도 해군의 INS 비크라마디티야 항공모함으로 실전배치되었다.

## 특징
Kiev級 항모들은 대수상, 대잠수함, 대공 전투의 능력을 수행할 수 있다. 비행갑판은 14,700m2의 넓이에 어레스팅 와이어를 장비하고 있으며, 함수에는 스키점프대 1개가 있다.
탑재기로는 Yak-41M (Freestyle) 수직이륙 전투기 14대, Yak-38 (Forger) 공격기 8대, Ka-27 PLO (Helix) 10대, Ka-27 RLD (Helix)헬기 4대, Ka-27 PS (Helix) 수색헬기 2대를 채택하였다.
우현에는 2대의 엘리베이터가 있어 격납고와 비행갑판간의 항공기를 이동시킬 수 있다.
함수 소나 이외에 함미 중심선 부분에는 좌우 여닫이식 문이 있어 이곳으로 VDS 가변심도 소나를 바다로 내린다. 함미 왼쪽의 검은색으로 보이는 커다란 문은 소형상륙정이나 소형 LCAC 출입용이라는 설도 있다.
무장으로는 함대함 미사일 발사기 8기(또는 12기)를 갖고 Bazalt 대함 미사일 시스템을 운용한다. Krechyet級 순양항모는 강화된 24기의 미사일 수직발사기와 192개의 대공 미사일로 대공방어시스템을 구성하였다.
함수 가장 앞쪽에 RBU-6000 대잠 로켓발사기 2기(12연장)가 세로로 놓여 있고, 그 뒤로 SUWN-1 미사일 발사기(FRSA-1/SSN-14 대잠미시일용)가 있다. 갑판보다 한층 더 높게 설치된 포판에는 76.2mm(2연장) 가 있으며, 그 양 옆으로는 SSN-12 Sandbox (2연장) 대함 미사일이 설치되어 있다.
SSN-12 Sandbox 대함 미사일은 그 뒤쪽에도 SAN-3 고블렛 대공미사일 발사기를 가운데 두고 양옆으로 배치되어 있다. 76.2mm포는 Island 후방에도 1문이 놓여져 있다.
8발을 동시 발사할 수 있는 SSN-12 대함미사일은 선체내부에 1회 더 사용할 수 있는 예비용 8발이 있다.
SSN-12는 1,000Kg의 고폭탄두 또는 350Kiloton의 핵탄두를 장착할 수 있고, Helix B/ Hormone B/ Bear D같은 지상에서 발진하는 해상초계기의 중간유도를 받으면 최대 사정거리가 550Km까지 늘어날 수 있으나, 중간유도를 받지 못하면 유효사거리는 수평선 이내로 대폭 줄어든다.
Kiev號와 Minsk號에는 근접방어용으로 SAN-4 대공미사일이 있었으나 Novorossiysk號에는 없었던 것으로 알려져 있다. 이외에 Island 앞쪽, 앵글드 데크 앞 아래, 함미 양쪽에는 30mm포가 놓여 있어 근접방어무기 역할을 담당한다.
533mm 어뢰발사관(5연장)은 SSN-12 발사기가 놓여 있는 현측 아래 흘수선 가까이에 설치되어 있다.

## 건 조
Project 1143의 순양항모들은 Chernomorsky 조선소에서 함정별로 약간의 수정된 형태로 건조 되었다.
2번함인 Minsk號는 격납고를 50% 가까이 변환 재정렬 함으로써 항공기의 탑재능력을 향상시켰다. 개장 기간동안 비행갑판의 모서리를 둥글 게 처리했고, 전방쪽에 바람 변류계를 설비하였다. 3번함과 4번함은 평갑판을 갖는 Orel級과 함께 건조승인은 미루어졌지만, 연이어 취소된 Yak-36P (Yak-141) 수직이착륙기와 Ka-27 helicopters 그리고 추가로 Yak-38과 Ka-25 헬기 같은 새로운 세대의 탑재기가 계획되었다.
Kiev급의 4번째함 Gorshkov號는 때때로 다른 級의 함정으로 분류되기도 하는데, hased array 레이다를 개선하였으며, 생김새는 마치 미국의 SPY-1 합성개구형 이지스 레이다를 닮이 있다. 그 외에도 전자전장비 향상 그리고 명령통제 시스템이 확대개량 되었다.
Gorshkov號는 비행갑판도 이전의 3개함정보다 전방쪽으로 약 5m쯤 확대되었다. 다른 추가된 변경사항으로는 함수에 배치된 미사일을 포함한 무장의 배치상태에 커다란 차이가 있다. SS-N-12 SLCM발사기, 대수상/대잠 유도탄 로켓 그리고 SA-N-3 함대공 미사일, 10개의 21" 어뢰 발사관은 제거되었다. 60개의 대잠 로켓과 함께 향상된 Udav-1 대잠 전투 시스템이 채택되었다.
구소련에서 처음 건조한 VTOL기(Vertical Take Off and Landing Aircraft:수직이착륙기) 항공모함으로, 프로젝트 1143에 따라 모스크바급의 후계함으로 1970년부터 1978년까지 4척이 취역하였다.
만재배수량 4만 5000톤급의 중형항공모함으로 출력 20만 마력의 증기터빈 엔진을 장착, 최대 32노트의 속도가 가능하다. 함교는 오른쪽에 설치되고, 앞부분에 각종 무기가 배치되었다. 왼쪽에 비행 갑판이 있으며, 탑재 항공기 이착륙은 수직이착륙방식을 이용한다.

## 제원[1]
- 배수량 : 30,530 / 36,300 / 41,370 / 42,100 톤 (기준 / 평균 / 만재 / 최대배수량)
- 길이 : 273.1 / 235.9 m (최대 / 흘수)
- 전폭 : 49.2 / 31.0 m (최대 / 흘수)
- 흘수 : 8.03 / 8.95 / 11.05 (평균 / 만재 / 최대배수량 시)
- 갑판 높이 : 24.9 / 21.6 / 21.6 m (선수 / 중앙 / 선미)
- 기관 : TV-12-3 증기 터빈 4기 (각 45,000 shp), 4축 추진
- 출력 : 180,000 shp (150,000kW)
- 최고속도 : 30.7 노트 (과부하시 32.5 노트)
- 항속거리 : 8,000마일 (18노트로 항행 시)

- 엘리베이터
  - 항공기용 : Island 왼쪽 (19 x 10m)과 뒤쪽(18.5 x 4.5m)에 각 1개,
  - 화물용/병력용 : 3개 (Kiev호와 Minsk호는 5개

- 대공수단
  - 4K60 쉬토름 함대공미사일 연장 발사대 2기
  - 4K33 오사-M 함대공미사일 연장 발사대 2기
  - AK-726 76.2mm 연장 양용포 2기
  - AK-630 30mm CIWS 6기

- 대함수단
  - P-500 바잘트 대함미사일 연장 발사관 4기

- 대잠수단
  - RPK-1 대잠미사일 연장 발사대 2기
  - RBU-6000 대잠박격포 2기
  - PTA-53-1143 533mm 5연장 어뢰발사관 2기

- 승조원 : 총 1,433 명 (고위장교 포함 시 1,483명)
  - 280 / 216 / 937 명 (장교 / 부사관 / 수병)

## 키예프급 함들의 운명
- 북해함대 소속이었던 키예프급 1번함 키예프함은 1993년 6월 운용을 중단했으며, 2000년 중국에 매각했는데, 중국은 이 배를 톈진(天津)의 해상관광 테마파크용 플랫폼으로 활용되고 있다.(신화통신사에 따르면 2003년 중국 북부의 텐진은 1975년부터 1994년까지 활동한 항공모함 키에프에 군사 테마파크를 짓기 위해 7억2천6백만 달러를 투자했다고 한다.)

- 태평양함대에서 운용되던 2번함 민스크와 3번함 노보로시스크는 구소련이 해체된 이후 1994년 11월 대한민국 영유통(주)에 고철용으로 매각됐다.

- 이후 민스크는 1998년 8월 중국에 다시 팔렸다. 중국에 팔려간 2번 민스크 함은 선전시 옌톈구에서 해상관광 테마파크의 플랫폼으로 개조 운영이 되고있다. (해상공원으로 활용되고있는 키예프급 항공순양함)

- 3번함 노보로시스크는 영유통(주)에 매각되어 대한민국 포항 앞바다에서 곧바로 고철로 분해되었다.

- 4번함인 ‘고르시코프 제독함은 소련의 붕괴와 아울러 어려운 경제난으로 건조가 중단되어있던 중 인도에 매각되어 개수를 거쳐 인도 해군의 핵심 전력으로 활동중이다.

## 대한민국이 수입한 키에프급 항공순양함
(키예프급 동영상)
(러시아 북해함대 훈련 동영상)
1995년 러시아는 소련이 해체된 이후 최악의 경제난을 겪었다. 그래서 돈이 필요했던 러시아정부는 키예프급 2번 민스크와 3번 노보로시스크등 2척의 순양 항공모함 외에도 러시아에서 퇴역한 군함들 259척을 대한민국의 민간기업에 모두 매각했다.
대한민국 민간기업 (주)영유통측은 러시아 국방성과의 협상을 통해 2번 항모 민스크는 4백60만달러(당시 환율로 37억원)에, 3번 항모 노보로시스크는 4백30만달러(약34억원)등 총 71억원에 매수하였으며, 국산 K2(흑표) 전차 1대 가격이 50억원을 넘는 것을 감안할 때 항공모함 1척이 전차 1대 값에도 미치지 못하는 t당 170달러라는 고철가격으로 사들였다.
1995년 10월 영유통은 소비에츠카 가반 항구에서 러시아 태평양함대 전용 예인선으로 닷새 만에 도입된 키예프급 항공모함인 노보로시스크 및 민스크함 외에도 대잠함인 자하로프 및 차라예프호 등 수상함 1백27척, 보조함 93척, 원자력잠수함 6척과 일반 잠수함 39척등 총 261척을 모두 매입하였다.
특히 기준배수량 3만7천톤의 항모 노보로시스크함과 민스크함은 1979년과 1984년에 각각 러시아 극동함대로 배치된 최신형으로 미태평양함대의 엔터프라이즈호와 미드웨이호등과 대치해오던 함이다.(포항앞바다에서 해체직전의 노보로시스크함 모습)
영유통에서 고철용으로 들여오는 러시아 순양항모 민스크와 노보로시스크는 대한민국에서 군사적인 용도로 재활용될 것이라는 일본언론의 의혹과 우려의 보도로 인해(항공모함의 선체구조 및 역학적인 기술과 항공모함 제작에 필요한 각종 노하우 유입이 자국에게 해가 될까 우려하여 일본이 미국, 중국등에 사전정보를 유출함) 결국 매각협정때까지만 해도 멀쩡했던 쓸만한 항모의 상당부분을 러시아가 항모의 주요 무기와 전자 장비 등을 파괴한 후 (주)영유통에 넘겼다.
항모 2척 도입으로 한국은 무엇을 얻었을까.
아무리 폐선박이라 해도 항모의 중요한 내외부 구조 연구를 할 수 있는 절호의 기회였지만 김영삼정부 당시 폐 선박으로 국내로 도입된 노보로시스크와 민스크함 순양항모 도입 처분과정에서 대한민국 조사관의 면밀한 조사를 통해 전투기 기체발진 및 착륙제어, 갑판의 내열처리등(갑판 강재 경우 함재기의 엔진 분사열을 견딜 수 있는 내열성이 필요함) 각종 항공모함 건조 및 운영방법 등에 관한 노하우를 일부 확보하였을 것이라는 말도 있으나 파괴한 폐선함에서 무슨기술적인 정보를 얼마나 수집 확보하였는지 또 조사활동 자체가 있었는지 사실여부에 관한 근거조차 명확하지 않다.
해체과정에서 환경이 오염될 것이라는 대한민국 일부 환경단체의 반발에 의해 결국 순양항모 노보로시스크함 한대만이 포항에서 해체되었고, 항모 민스크는 또다시 중국에 재 매각되어 해상공원 플랫폼이되었다.
러시아의 군비감축을 위해 항모외에도 퇴역해 있다가 대한민국에 팔린 러시아 군함들은 민스크함을 제외하고는 모두 고철로 분해되었다.
여기서 아쉬운점은 인도처럼 항공모함으로 개수하여 재사용까지는 몰라도 적어도 대한민국 군이나 정부, 조선업체등 민간차원에서 각각, 향후 항공모함이나 대잠함을 비롯한 원자력잠수함등 건조에 필요한 각종 기술적인 정보 및 자료들을 얼마만큼이나 철저하게 조사, 수집, 분석 노력을 기울였을까 하는 점이다.
왜냐하면 이미 주변국 중국은 항공모함을 비롯한 원자력 잠수함을 이미 건조하거나 보유하였기에, 힘의 균형을 유지하기 위해서는 머지않은 싯점에서 언젠가는 대한민국도 항공모함이나 핵 잠수함을 스스로 건조하거나 도입하여야 하기 때문이다.

### 해체관련 또 다른 설
Kiev급 항모 가운데 Novorossiysk와 Minsk는 우리나라에 들어와 고철용으로 해체 또는 중국에 재매각 되었던 인연을 갖고 있다. 이들 고철용 폐항모의 도입과 관련하여 항모보유의 기회를 놓쳤다면서 아쉬워하는 분들이 많이 있다.
특히 Minsk號의 반입과 관련하여 일본 매스컴에서 의혹의 시선으로 다루자 일본 때문에 장착된 무장이나 설비가 해체 또는 파기되어 들어오게 되었다는 오해가 있으나, 당시 이들 고철용 폐항모는 국제입찰을 통해 도입되었으며, 이 입찰의 전제조건이 '해체를 통한 고철화'였었고, 이 해체과정에는 러시아에서 직접파견한 감독관에 의해 '해체과정의 감시'라는 계약이 전제된 것이었다는 사실을 간과한데서 오는 오해라고 볼 수 있다.
또한 호위함 체계 마련이 선행되어 있어야한다는 상식에 기초할 때, 프리킷이나 구축함이 1척도 없던 상황을 생각하면 비현실적인 바램에 지나지 않음을 알 수 있다. 다만, 해체과정에서 역설계나 자료를 수집할 수 있었으며, 이 때문에 해군관계자나 우리나라 조선업계에서 많은 관심을 갖고 자주 방문한 것으로 알려져 있다.

## 키예프급 2번 민스크함의 운명
민스크함은 구 소련이 자체적으로 연구·개발해 지난 1978년 2월 니콜라예프 조선공장에서 탄생시킨. 러시아의 자존심이 담긴 키예프급 중형 항공모함으로서 태평향 함대에서 활동했다.
그러나 소련 해체 후 경제사정이 극도로 나빠지자 러시아는 연간 1억5천만 달러나 들어가는 유지비를 댈 수 없다는 이유로 1992년 이 항공모함을 러시아 해군에서 퇴역시킨 후 국제시장에‘매물’로 내놓았다.
민스크는 33개 국가에서 군침을 흘렸으나 결국은 장착된 무기가 모두 제거된 상태에서 1995년 한국의 민간기업에게 매각되었고 대한민국 환경단체의 반발로 인해 대한민국 내에서도 고철로 분해되지못하고 이곳저곳 국내바다를 전전하다가 1998년 다시 중국 기업에 재 매각 되었다.(경상남도 고성군 하이면 덕명리 공룡박물관 앞바다에 정박중이던 당시 민스크함)
이후 수리를 거쳐 선전시 옌톈구 해안에 자리 잡은 민스크호는 2000년 9월께부터 세계항모·군사 테마파크로 변신했으나 2005년 소유주인 ‘선전시 민스크항공모함 세계실업유한회사’가 파산선고를 받음으로써 경매에 부쳐져서 또 다시 주인이 바뀌게 되었다.
러시아에서 한국 기업에 팔렸다가 다시 중국 기업에 전매된 기구한 운명의 키예프급 2번 항모 민스크는 2006년 3월22일 1차 경매에 부쳐 졌으나 응찰자가 나서지 않아 유찰되었으며, 2006년 3월31일 오후 중국 광둥(廣東)성 선전에서 또다시 재 경매에 부쳐져 기 응찰했던 3개 회사 가운데 최종적으로 1개 회사만이 경매장에 나타나 결국 시작가격에 낙찰됐다. 낙찰가격은 1천 6백만 달러(1억2천830만 위안)으로 민스크 테마파크를 인수한 중국 국영기업 시틱그룹이 2011년 현재 시틱 민스크 월드파크라는 이름으로 운영하고 있다.
소련 태평양함대 주요 항공모함이었던 1978년 산 민스크는 중국 남부 선전시 옌톈구에서 군사 테마파크로 변신했으며, 2000년 개장 이래 수백만 명이 방문했다.

## Novorossiysk와 Minsk 도입 일지
- 1991.......▶ 소련의 해체로 러시아 태평양함대 운용난 봉착 (연간 유지비 1억5,000만U$)
- 1992.02.26 ▶ 러시아 태평양 함대 사령관 이반 칼라빈 해군중장 "태평양함대는 당분간 버틸 수 있을 만큼 충분한 연료 비축분을 갖고 있으며, 소속 함정들도 계속 해상을 항해하고 있다" " 보급품 부족에 따른 사기 사기가 급격히 저하됐다고 말할 수 있을 정도는 아니다"라고 주장.
- 1993 ......▶러시아는 중국,인도 등을 상대로 민스크의 매각을 추진
- 1993.07.02 ▶ 러시아는 민스크호를 퇴역시키기로 결정
- 1993.01 화재로 항모 노보로시스코를 잃어 버렸기 때문에 민스크의 퇴역은 태평양 함대의 항공모함 전력이 無상태 됨을 의미.
- 1994.01.05 ▶ 크로모프 러시아 해군 사령관은 '민스크'등 26척의 함정 수출계획을 정식으로 승인.

이와 함께 러시아가 해외에 매각할 함정은
```
- 태평양함대 소속 키예프급 항모인 Novorossiysk를 포함한 8척
- 북양함대 소속 키예프급 항모 '키예프'와 크레스타 2型 미사일 순양함 1척 등 6척
- 발트함대 소속의 고르프 1급 공격 잠수함 등 11척
- 레닌그라드 기지의 디젤 잠수함 1척 등 모두 26척이라고 발표)
```

- 1994.06.06 ▶ ㈜영유통은 러시아 콤파스社와 퇴역 순양항모인 Novorossiysk호와 Minsk호의 구매계약을 400만U$에 체결 (매각입찰에 33개국 참여). 영유통은 부산지역의 해체조선소에서 4-5개월 동안 대형크레인과 해체장비를 동원해 2백t급 이하의 작은 덩어리로 분리한 후, 고철은 국내 전기爐 업체들에게, 나머지는 필요로 하는 업체들에 판매하고 남는 양은 해외로도 수출할 예정이라고 발표. 아울러 국내에 인도되기 전에 배에 탑재된 각종 무기와 통신장비가 제거되고 국내로 들여온 후에는 군사목적으로의 전용방지를 위해 러시아측 검사관 2명이 파견돼 해체진행상황을 감시하며 해체된 후에는 해체증명서를 러시아측에 전달해야한다고 발표.
- 1994.11.16 ▶ 러시아 국방부는 태평양함대소속 폐항공모함 2척을 한국에 고철로 판매할 것을 승인.
- 1995.03 .. ▶ 소스코베츠 러시아 제1부총리가 연방보안국과 세관국에 폐항모 매각계약 현황을 조사토록 지시

태평양함대 군사방첩국과 극동세관국이 조사한 결과 장비의 제거 또는 폐기 후 인도한다는 계약과 달리 Minsk號 경우 중앙지휘센터 장비 및 레이다, 防空情報시스템, 미사일 발사대와 지휘시스템, 표적탐사 시스템 등이 그대로 방치되어 있어 계약에 따른 인도준비가 되어 있지 않으며, ㈜영유통에 앞서 구입을 시도했던 중국에 전매될 가능성도 있어 아시아.태평양지역 안보에도 중대한 영향을 줄지도 모른다고 발표.
- 1995.09.22 ▶ 러시아 소베츠카야가반 항구에서 예인선으로 민스크호 한국을 향해 예인
- 1995.10 .. ▶ ㈜영유통은 ' Minsk호의 해체작업 기간이 1년이며, 1일 해체 작업때 동원 인력만도 무려 4백여명에 이르는 대규모 공사로 전체 해체비용이 1백억원에 달해 지역 소득증 대에도 큰 도움이 된다'고 발표하면서, Minsk호의 해체장소로 포항시 남구 장기면 양포항, 경남 고성군 동해면 용정리 연안, 전남 군산항 등 3개항의 지역주민들을 상대로 협의했으나 해체 과정에서 기름이 유출돼 연안이 심하게 오염된다는 이유로 합의는 실패했다.
- 1995.10.30 ▶ Minsk號는 해상오염 등으로 인한 환경단체의 반대에 부딪혀 해체장소를 구하지 못하고 95.10.31일 현재 동해상에 대기
- 1995.11.02 ▶ 浦項시 南구 장기면 良浦항에 입항하려다 해상오염을 우려한 지역어민들과 환경단체의 반대로 입항 실패 후 마산으로 항해
- 1995.12.21 ▶ 민스크호의 浦項 良浦항 입항을 반대하는 환경단체 궐기대회가 浦項시 南구 장기면 良浦항 매립장에서 지역어민 4백여명이 참가한 가운데 2시간가량 열림.
- 1996.08 .. ▶ ㈜영유통은 96.10.31일 "환경오염을 우려한 해당 지역민들의 반발로 해체가 어려워진 민스크호를 해상관광선으로 이용하기 위해 러시아 국방부와 수차례 협의 후 용도변경 허가를 받음. 이에 따라 대규모 숙박 및 위락시설을 갖춘 해상관광호텔로 탈바꿈되어 1997년 하반기에 남해안 한려해상공원이나 서해안 해상관광명소에 정박시켜 일반인들이 이용하도록 할 계획이라고 발표.
- 1997년말... ▶ IMF 사태로 해상관광사업에 투지하려는 대상자를 찾지 못함으로써, 관광사업에 대한 새로운 구상의 실현이 어려워짐
- 1998...... ▶ ㈜영유통은 민스크호에 대해 "그동안 여러 가지 활용방안을 모색해 왔으나 뚜렷한 해법이 없었다" "국내 경기침체 등을 고려해 최근 제3국으로의 매각을 추진하고 있다"고 발표.

제대로 해체 매각하면 막대한 이익을 안겨줄 것으로 기대를 모았던 Minsk號는 당초목적에서 바뀐 관광용 선상호텔로 꾸밀 계획까지 세웠으나, 이마저 참여업체가 나타나지 않아 지금까지 '이름값'도 못한 채 진해 해군기지에 세들어 살면서 적잖은 자릿세만 물다가 결국 수입 당시의 화려한 모습과는 달리 동해안에서 남해안까지 가는 곳 마다 따가운 눈총을 받다가 '실패한 換투기'의 한 케이스로 전락.
- 1998.08 .. ▶ 영유통은 민스크호를 군사적 이용이 아닌 고철로만 사용한다는 조건으로 중국 회사에 판매. 중국 회사가 항모를 다른 목적으로 이용될 경우 심각한 불이익을 받기로 했다고 발표
- 1998.09.02 ▶ 민스크호 중국 남부 동관市 인근에 정박 확인. 민스크號는 이후 16개월 동안 중국 광저우(廣州)에서 내부수리 및 개조작업을 통하여 3만m2의 널찍한 공간을 자랑하는 관광용 테마파크 시설로 변모 한다고 발표
- 2000.09.27 ▶ 중국 남부 홍콩 인근인 센첸(深川) 사터우자오(沙頭角)만의 군사테마공원에서 일반 관광객을 대상으로 영업 개시. 선전 민스크 항모 월드(Shenzhen Minsk Aircraft Carrier World Co., Ltd) 로 개장하여 영업중

## 4번함 ‘고르시코프 제독함’(Admiral Gorshkov)의 운명
Gorshkov號는 1993년부터 운용중단에 들어가 무르만스크의 북해함대 기지에서 보관대기 중이었으나, 1994년 2월 2일 보일러실 폭발사고로 대형화재가 발생해 1995년 다시 바다로 돌아갈 때까지 Severomorski의 도크에서 복구공사를 받아야했다. 이후에 탑재기인 Yak-38가 퇴역함에 따라 Gorshkov號 역시 항공기가 없는 항모로 전락하여 용도폐기 상태가 되었다.
아시아의 국가 중 항공모함을 보유한 몇 안되는 경우인 인도 해군은 2012년 퇴역 예정인 비라트를 대체할 후속 항공모함이 필요했고, 때마침 중국이 우크라이나에서 건조가 중단된 바리야그 항공모함을 구입해 끌고갔던 전례를 참고해 러시아로 관심을 돌렸고, 마침내 발견한 것이 바로 거대한 고철로 썩어가고 있던 RFS 고르시코프 제독함이었다.
보일러실 폭발사고의 복구공사가 진행되는 가운데, 연간 2,500만불이나 들어가는 운영비에 부담을 느끼던 러시아는 1994년부터 인도와 매각협상을 벌인다.
1999년 1월 11일 인도의 국방장관인 George Fernandes은 대대적인 개장 후 인도받는 방식으로 협정을 가졌다고 발표하였다. 약 500~650만불이 들어갈 것으로 알려진 이 대대적인 개장 사업은
- 3년여를 필요하게 될 것이며,
- 함수에 단거리 이륙기를 위한 스키 점프대 설치
- 스키 점프대 설치를 위해 미사일 발사대 제거
- 탑재기는 CTOL기로서 Su-27K Flanker-D 또는 보다 작은 MiG-29K Fulcrum-D를 운영할 수 있게한다.

인도와 러시아 양국의 협상은 2001년초에도 계속되었으며, 러시아는 만약에 인도가 개장 작업비용을 지불한다면 Gorshkov號를 기증하는 방법을 제안 하였다. 러시아는 항모를 거의 공짜수준으로 매각하지만, 이 항모를 구입하는 인도는 탑재기를 MIg-29K/ Su-33기로 채택해야할 상황이 되므로 러시아게는 결코 손해가 나는 거래가 아니다. 인도 역시 이 방식의 거래조건에 대하여 크게 반대하지는 않았다. 이런 방법은 재정적으로 어려운 러시아가 포기해야하는 장비에 대한 적절한 해결방식이었다.
2003년 1월 인도의 George Fernandes 국방장관은 2003년 1월 14일~ 19일까지 모스크바를 방문해 양국간의 군사협력관계증진에 대해 협의했으며, 세베로드빈스크항에 정박해 있는 것으로 알려진 Gorshkov號호와 함께 Tu-22M3 Backfire-C 장거리 전략폭격기 및 Akula級 핵추진잠수함의 구입협상을 3월말까지 완료할 예정이라고 발표하면서, "현재 상태로 보아 3월말에 일괄도입을 위한 협정이 체결될 것이 확실시되고 있으며 도입에 관한 모든 기술적인 문제는 타결된 상태"라고 밝혔다. 또한 "인도는 고르쉬코프호가 꼭 필요하며 이것은 이미 비밀이 아니다"라고 덧 붙였다.
구소련 시절, 소련의 고도의 군사 기술력이 집약되어 미 해군 항공모함 전대에 대항하는 몇 안되는 전력 중 하나로 주목을 받았지만, 소련 붕괴와 함께 급격한 자금난으로 건조가 중단되어 영영 고철로 썩어갈 운명이었던 이 항공모함이 이로써 새로운 주인을 찾은 것이다.
러시아로서도 워낙 엄청난 건조 예산으로 인해 손을 못대고 있던 항공모함인 만큼 인도 해군으로서는 의외로 저렴한 가격에 구입할 수 있겠다는 생각에 인도가 도입할 뜻을 비쳐 양국간에 협상결과, 인도로부터 수리비를 받아 고르시코프를 쿠즈네초프와 비슷하게 고쳐 인도에 매각하는 것으로 협의되어 마침내 이 항공모함은 다시금 개수공사에 착수하게 되었다.
(인도 항모로 매각된 고르시코프함)
그리하여 소련 붕괴 이후 건조가 중단된 채 고철로 방치되어 썩어가던 고르시코프 제독함의 흉한 몰골은 제철소에서 고철로 고스란히 사라질 운명이었으나 2005년 러시아와 인도가 협약을 체결하면서 ‘부활’하게 되었으며, 러시아 백해연안 아르한겔스크 주에 있는 세베로드빈스크 항에서 새롭게 재탄생을 위한 증 개수 오버홀을 진행, 항공기 발진시 이륙을 돕기위한 경사도 14%의 스키점프대를 비롯 선체 외장 공사 및 상부 구조물 공사도 본격적으로 착수(개수중인 고르시코프 함) 하게 되었다.
하지만 수리 과정에서 문제가 잇달아 발생하면서 2008년에 끝나야 할 작업은 2010년 진수식을 하였음에도 계속 지연됐다. 결국 인도는 수리비로 23억3000만달러(2조4700억원), 함재기인 MiG-29K 45대 도입비로 20억달러(2조1000억원)을 추가 지불한 끝에 2013년11월16일 러시아로부터 드디어 오버홀을 완료한 항모를 인수할 수 있게 되었다.(고르시코프 함의 인도 해군 항공모함 INS Vikramaditya 개조 과정 동영상)
대대적인 수리 끝에 다시 태어난 비크라마디티야는 쿠즈네초프와 매우 흡사한 모습으로 탈바꿈했다. 하지만 크기는 쿠즈네초프보다 작아 함재기를 31대밖에 싣지 못한다.
고르시코프 제독함은 새로 주인이 된 인도 해군 제식명 "비크라마디타야"로 오버홀을 완료하고 인도 해군의 정식 항공모함으로 취역하게 되었으며, 이로써‘세계 최대의 순양함’소리를 듣던 키예프급 항공순양함은 역사의 뒤안길로 모두 사라졌다.
인도의 항모는 인수하게 되는 Gorshkov號를 비롯 2010년 이전에 퇴역하는 Virrat號와 새로이 건조되는 3척의 ADS 신형 항모가 취역하는 2020년경까지 인도 항모전력의 공백을 메우게 된다.

## 같이 보기
- 쿠즈네초프 항공모함
- INS 비크라마디티야